# Сіріус (журнал)
Сіріус (хорв. Sirius) — хорватський літературний журнал, присвячений науковій фантастиці, який виходив у Загребі із квітня 1976 по грудень 1989 року. Названий на честь, як вважається, найяскравішої з положення Землі зірки на небі. Його видавцем був Загребський газетно-видавничий дім Vjesnik. Часопис закрився 1990 року.

## Історія
Заснувати журнал запропонував 1976 року хорватський письменник Дамір Микуличич, який також дав йому назву і в перші роки його виходу був одним із його рецензентів.
У «Сіріусі» побачили світ численні твори вітчизняних авторів, а також переклади зарубіжних творців наукової фантастики. Крім них, часопис друкував теоретичні праці, рецензії та інші дописи. Період виходу «Сіріуса» вважається золотою добою науково-фантастичної літератури у Хорватії та комуністичній Югославії.. 
Культурологічно «Сіріус» відіграв ключову роль через високу якість і внесок у розвиток жанру наукової фантастики в Хорватії та всій СФРЮ, спричинивши вибух науково-фантастичної новелістики, оповідань і мініатюр та популяризуючи цей жанр у Хорватії та Югославії взагалі. Важливим також є те, що довгий час це видання було єдиним місцем, де регулярно могли публікуватися вітчизняні твори цього жанру, і тим самим журнал ставав своєрідним трампліном для багатьох пізніше визнаних письменників-фантастів.
Першим редактором «Сіріуса» був Боривой Юркович, за часів керівництва якого часопис досяг накладу близько 40 000 примірників та привернув велику увагу за кордоном, здобувши премії у Стрезі (1980) і Брайтоні (1984) як найкращий європейський науково-фантастичний журнал і нагороду Європейської асоціації наукової фантастики (1986).
У журналі вийшли друком твори таких письменників, як Бранко Пихач, Бранко Белан, Весна Горше, Предраг Раос, Слободан Петровський, Джек Вільямсон, Дамір Байс, Міха Ремец, Владимир Лазович, Миливой Пашичек, А. Е. ван Вогт, Станіслав Лем, Чарльз В. Де Вет, Гергард Цверенс, Теодор Стерджен, Рей Бредбері, Звонимир Фуртінгер, Роберт Шеклі, Альфред Бестер, Артур Кларк.